# Ukanje
Ukanje – wieś w Słowenii, w gminie Kanal ob Soči. W 2018 roku liczyła 39 mieszkańców.